# Альбрехт Ашофф
Альбрехт Ашофф (нім. Albrecht Aschoff; 11 квітня 1899, Берлін — 11 серпня 1972, Бад-Ноєнар-Арвайлер) — німецький офіцер, юрист і політик, доктор права, оберст вермахту. Кавалер Німецького хреста в золоті.

## Біографія
Син санітарного радника Альберта Ашоффа. Влітку 1916 року вступив в 81-й польовий артилерійський полк Прусської армії. Учасник Першої світової війни. В 1919 році демобілізований. В 1920/23 роках вивчав право в Берлінському університеті Фрідріха-Вільгельма, Рейнському університеті Фрідріха-Вільгельма і Ростоцькому університеті. в 1919/32 роках — член Німецької народної партії. В 1927/34 роках працював юристом в Берліні. 1 травня 1933 року вступив в НСДАП (квиток №2 849 058).
В 1934 році вступив в 3-й артилерійський полк. З жовтня 1934 року — командир батареї кінного артилерійського полку в Загані. Восени 1939 року призначений командиром 2-го дивізіону 76-го танково-артилерійського полку. Потім працював в штабі військової економіки і озброєнь ОКВ. Влітку 1942 року призначений офіцером зв'язку з італійською 8-ю армією, яка діяла під Сталінградом. З осені 1942 по квітень 1943 року — начальник економічного штабу «Африка», після чого очолив економічну службу групи армій «B» у Верхній Італії. Тимчасово виконував обов'язки командира 92-го танкового полку. З осені 1943 року — командир 8-го танкового полку, з 1 по 18 квітня 1945 року — 16-ї танкової дивізії. В кінці війни був взятий в полон радянськими військами. В 1955 році звільнений.
Після звільнення працював юристом в Ессені. В 1956 році вступив у Вільну демократичну партію. В 1959 році очолив відділення партії в Рурі і Рейнланді. В 1960/62 роках — член міської ради Ессена. З 17 жовтня 1961 по 17 жовтня 1965 року — депутат бундестагу від Північного Рейну-Вестфалії. В 1961/63 роках — представник бундестагу в Європейському парламенті. З 9 січня 1963 року — голова економічного комітету бундестагу. В 1971/72 роках — член консультативної ради Фонду Фрідріха Науманна.

## Нагороди
Отримав численні нагороди, серед яких:
- Залізний хрест 2-го і 1-го класу
- Почесний хрест ветерана війни з мечами
- Медаль «За вислугу років у Вермахті» 4-го класу (4 роки)
- Застібка до Залізного хреста 2-го і 1-го класу
- Хрест Воєнних заслуг 2-го і 1-го класу з мечами
- Нагрудний знак «За участь у загальних штурмових атаках»
- Почесна застібка на орденську стрічку для Сухопутних військ (19 серпня 1941)
- Німецький хрест в золоті (25 травня 1941)
- Орден «За заслуги перед Федеративною Республікою Німеччина», командорський хрест (1971)